# Cathy Berberian
Pour les articles homonymes, voir Berberian.
Cathy Berberian, née le 4 juillet 1925 à Attleboro, Massachusetts, morte le 6 mars 1983  à Rome d'une crise cardiaque, est une cantatrice américaine.

## Style
Cathy Berberian a un répertoire très varié allant de Monteverdi aux compositions les plus contemporaines. Elle allie une souplesse et une amplitude vocale exceptionnelle à un sens de la présentation particulièrement originale. Mariée de 1952 à 1964 au compositeur Luciano Berio, elle en fut l'interprète privilégiée, inspirant la pièce Aria (1958) de John Cage, première composition à utiliser pleinement toutes les techniques vocales nouvelles. Elle a, en outre, créé La Passion selon Sade de Sylvano Bussotti et interprété en 1966 un cycle de douze chansons des Beatles afin, a-t-elle dit, « de faire aimer les chansons des Beatles aux parents ». La même année, elle exploite sa technique vocale dans Stripsody.

## Discographie
- Magnificathy : the many voices of Cathy Berberian (Monteverdi, Debussy, Cage, Gershwin, Bussotti, Weill, McCartney) Bruno Canino (piano) (Wergo)
- À la recherche de la musique perdue (Hahn, Weckerlin, Saint-Saëns, Offenbach, Delibes, Cui, Rimsky-Korsakov, Rossini, Ravel, Beethoven, Chopin, Sullivan, Purcell, Parnhurst), Bruno Canino (piano) (RTVE Musica)
- Luciano Berio, Différences - Sequenzas III & VII - Due pezzi - Chamber Music, Heinz Holliger (hautbois), Membres du Juilliard Ensemble, Luciano Berio (direction) (Philips 1970, réédition Lilith 2006)
- Luciano Berio, Circles - Sequenza III (Wergo)
- Luciano Berio, Many more voices : Thema (Omaggio a Joyce), for voice & electronics - Visage, for tape - A-Ronne, for 8 voices (SSAATTBB) (RCA)
- Luciano Berio, Epifanie, ORF Symphonieorchester, Leif Segerstam (direction) (Orfeo)
- Bruno Maderna, Musica Elettronica : Dimensioni II, Invenzione su una Voce (Stradivarius)
- Claudio Monteverdi, Recital Cathy Berberian (Teldec)
- Claudio Monteverdi, Le Couronnement de Poppée, Concentus Musicus Wien, Nikolaus Harnoncourt (Teldec)
- Claudio Monteverdi, L'Orfeo, Concentus Musicus Wien, Nikolaus Harnoncourt (Teldec)
- Igor Stravinsky, Elegy for J.F.K., pour voix solo et trois clarinettes, Igor Stravinsky (direction) (Sony)
- Cathy Berberian, Stripsody, pour voix solo.
- Beatles Arias (Polydor 1967, réédition Telescopic-Discograph 2004), arrangements par Guy Boyer et Louis Andriessen .